# Corynothona
Corynothona is een geslacht van kevers uit de familie bladkevers (Chrysomelidae).
De wetenschappelijke naam van het geslacht werd in 1956 gepubliceerd door Bechyne.

## Soorten
- Corynothona colombiensis Savini & Hurtado, 2000